# Злочинність в Антарктиді
Хоча злочинність в Антарктиді порівняно рідкісна, ізоляція та нудьга негативно впливає на людей, що може призвести до злочину. Алкоголізм є проблемою на континенті, що призводила до сутичок та непристойної поведінки. Інші види злочинів, які відбулися в Антарктиді, включають вживання наркотичних речовин, тортури та вбивство дикої природи, гонки на мотоциклах по екологічно вразливих районах, напади із холодною зброєю, замахи на вбивство та підпали. Також були повідомлення про сексуальні домагання.
Пограбування рідкісні, тому що люди не можуть принести багато в Антарктиду, і гроші майже не використовуються.
Відповідно до Договору про Антарктику 1959 року, особи, звинувачені у тяжких злочинах на науково-дослідних базах Антарктиди, підпорядковуються юрисдикції своєї країни.

## Національні закони, що застосовуються до злочинів в Антарктиді

### Південна Африка
Громадяни Південної Африки в Антарктиді підпадають під дію законодавства Південної Африки відповідно до Закону про громадян Південної Африки в Антарктиді 1962 року. Згідно з цим актом, Антарктида вважається підпорядкованою суду магістрату в Кейптауні .

### Об'єднане Королівство
Розділ 5 Закону про Антарктичний договір 1967 р. поширює закони кожної частини Сполученого Королівства на членів і спостерігачів британських антарктичних експедицій. Закон про застосування певних злочинів проти дикої природи поширюється на всіх громадян Великої Британії в розділі 1.

### Сполучені Штати
Закон про всебічний контроль над злочинністю 1984 р. (Введений в дію 12 жовтня 1984 р.) охоплює злочини, вчинені американцями, або злочини, вчинені проти американців. Будь-який американець, який перебуває за межами США, але не перебуває в іншій країні, все ще підпадає під дію певних законів США. Усі американці, які вчинили злочин, і будь-який іноземець, який вчинив злочин проти американця за межами суверенної держави, підлягають кримінальному переслідуванню у федеральному суді США. Сюди входять міжнародні води та Антарктида.
Закон про всебічний контроль над злочинністю 1984 р., включає в себе: вбивства, каліцтво, зґвалтування, підпал, державну зраду, підкуп федерального чиновника тощо.

## Список злочинів, здійснених в Антарктиді
1959 — станція Восток, тодішня радянська дослідницька станція, що знаходиться на Землі Принцеси Єлизавети, стала ареною бійки між двома вченими внаслідок суперечки під час гри в шахи. Коли один із них програв гру, він настільки розлютився, що напав на іншого із льодороубом . За деякими джерелами, це було вбивство, хоча інші джерела стверджують, що напад не був смертельним. Після цього шахові ігри були заборонені на радянських / російських станціях Антарктики.
Жовтень 1981 р. — було здійснено спробу підпалу каплиці на американській дослідницькій станції Мак-Мердо. Члени зимового екіпажу, які перебували в стані алкогольного сп'яніння, вночі підпалили каплицю, для того, щоб їх відправили до дому раніше. Хтось помітив дим, що йшов з каплиці і, повідомивши про це пожежників, почав самотужки гасити пожежу. Оскільки були вжиті швидкі заходи, то пошкодження не було суттєвим і було усунуті наступного літа.
12 квітня 1984 р. — на аргентинській дослідницькій станції Браун (Estación Científica Almirante Brown), розташованій на півострові Кугтрей, відбувся підпал. Первісне обладнання станції було спалено керівником і лікарем станції 12 квітня 1984 року, після того, як їм було наказано залишитися на зиму. Персонал станції був врятований кораблем Hero та доставлений на станцію Палмер, американську дослідницьку станцію на острові Анверс . Станції розташовані на відстані близько 58 км одна від одної.
9 жовтня 1996 р. — на американській дослідницькій станції Мак-Мердо між двома робітниками Тоні Бейереном та Джо Стермером сталася бійка. Один працівник напав на іншого з молотком. Кухар, що намагався розборонити бійців, отримав травму. Агенти ФБР із США були відправлені на станцію Мак-Мердо для розслідування та арешту. Підозрюваний був доставлений в Гонолулу, Гаваї, де йому були пред'явлені звинувачення у чотирьох пунктах нападу з небезпечною зброєю. Він не визнав своєї вини.
11 травня 2000 р. — на американській дослідницькій станції Амундсена-Скотта, розташованій на Південному полюсі, австралійський астрофізик Родні Маркс мав гарячку, болі в шлунку та нудоту , наступного дня він помер. В той час вважалося, що Маркс помер від природних причин. Оскільки це був початок зими на Південному полюсі, то його тіло не могло бути транспортоване протягом шести місяців, тому воно було поміщено в морозильну камеру в обсерваторії. Після закінчення шести місяців тіло Маркса було перевезено в Крайстчерч, Нова Зеландія для розтину. Після розтину був зроблений висновок, що він помер від отруєння метанолом. Як відбулося отруєння, залишається загадкою.
9 жовтня 2018 р. — на російській дослідницькій станції Беллінсгаузен, розташованій на острові Кінг-Джордж, стався напад із ножем. Злочинцем був електротехнік Сергій Савицький. Він завдав декілька ножових поранень Олегу Белогузову, 52-річному зварювальнику. Причиною конфлікту стали літературні спойлери. В умовах ізоляції полярники розважали себе читанням книг, проте Белогузов постійно розкривав колезі їх закінчення, чим того сильно нервував. Савіцький був у нетверезому стані під час нападу. Белогузова було евакуйовано зі станції і госпіталізовано до лікарні у Чилі, а Савицького затримали.
8 лютого 2019 року Василеостровский районний суд Санкт-Петербурга припинив кримінальну справу стосовно інженера-полярника Сергія Савицького в зв'язку з примиренням сторін. Відповідне клопотання подав потерпілий.